# Limonium emarginatum
Limonium emarginatum ist eine Pflanzenart aus der Gattung der Strandflieder (Limonium) in der Familie der Bleiwurzgewächse (Plumbaginaceae).

## Beschreibung
Limonium emarginatum ist eine unbehaarte Pflanze mit Wuchshöhen von 30 bis 50 cm. Die Laubblätter sind 40 bis 60 mm lang, 7 bis 15 mm breit und sind linealisch-spatelförmig, nach vorn sind sie stumpf bis buchtig und von einer bis fünf Adern durchzogen.
Die Blütenstände sind zylindrisch geformt, nicht blütentragende Teile fehlen, die Schuppen sind 6 bis 7 mm lang, die untersten sind gelegentlich auch bis zu 20 mm lang und ähneln den Laubblättern. Die Ähren sind 2 bis 3 cm lang und mit vier Teilährchen je Zentimeter locker aufgebaut. Die Teilährchen bestehen aus ein oder zwei Blüten. Die inneren Tragblätter sind etwa 5,5 bis 7 mm lang. Die äußeren Tragblätter sind 2 bis 2,5 mm lang und überlappen die inneren um etwa 1/5 bis 1/4. Der Kelch ist etwa 7 bis 8 mm lang, der Kelchsaum ist etwa 0,5 mal so lang wie die Kelchröhre. Die Krone ist 11 bis 12 mm lang.
Die Chromosomenzahl beträgt 2n = 34.

## Vorkommen
Die Art kommt auf Gibraltar vor und wächst auf Felsen in Meeresnähe.